# Clasis masafuerae
Clasis masafuerae (лат.) — вид наездников-ихневомнид, единственный в составе рода Clasis из подсемейства Claseinae (ранее в трибе Claseini из подсемейства Cryptinae, Ichneumonidae). Встречается в Южной Америке (Чили, архипелаг Хуан-Фернандес, остров Александр-Селькирк или Isla Más Afuera, отсюда видовое название).

## Описание
Наездники-ихневмониды мелкого размера (длина переднего крыла от 3,2 до 8,0 мм). Основная окраска тёмно-коричневая и чёрная. Клипеус с поперечным гребнем выше середины, ниже гребня несколько вогнут. Нервулюс крыла перехвачен ниже середины. Проподеум без заметных бугорков. Брюшко прикреплено у нижней части проподеума. Вид был впервые описан в 1920 году шведским энтомологом Per Abraham Roman (1872—1943) под названием Hemiteles masafuerae. В 1966 году Таунс выделил его в отдельный монотипический род Clasis Townes, 1966 из трибы Phygadeuontini, а в 1969 выделил в отдельную трибу Claseini Townes, 1969 (вместе с родом Ecphysis Townes, 1969) в составе Labiinae (Labeninae). Затем включался в подсемейство Cryptinae, а с 1998 года Портер повысил ранг до отдельного подсемейства Claseinae с одним родом.